# Arteria dorsal del pene
La arteria dorsal del pene es una arteria con origen en la arteria pudenda interna. No presenta ramas.

## Trayecto
Tras nacer en la arteria pudenda interna, asciende entre el pilar del pene y la sínfisis del pubis, y, perforando la fascia inferior del diafragma urogenital (membrana perineal), discurre entre las dos capas del ligamento suspensorio del pene, y se dirige hacia delante por el dorso del pene hacia el glande, donde se divide en dos ramas, que irrigan el glande y el prepucio.
En el pene, se localiza entre el nervio dorsal del pene y la vena dorsal profunda del pene, dejando al primero a un lado.
Irriga el integumento y la vaina fibrosa del cuerpo cavernoso del pene, enviando ramas a través de la vaina que se anastomosan con la arteria profunda del pene.

## Distribución
Irriga el glande, la corona del glande y el prepucio.

## Imágenes adicionales

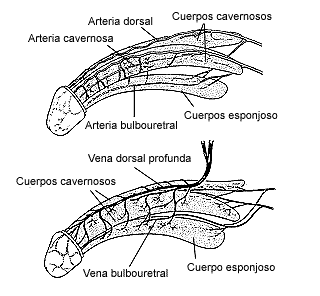
Arterias y venas del pene.
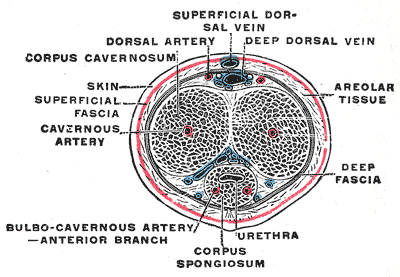
Pene en sección transversal, mostrando los vasos sanguíneos.
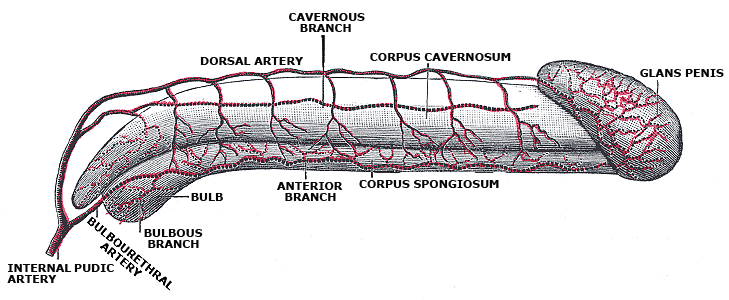
Diagrama de las arterias del pene.
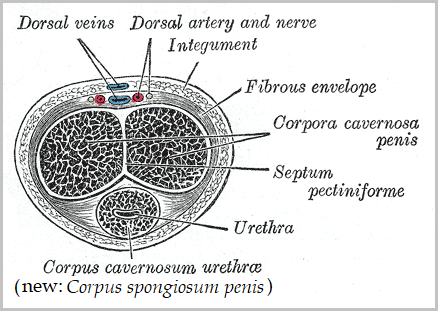
Sección transversal del pene. La arteria dorsal es visible arriba.